# Puff (倖田來未の曲)
「puff」（パフ）は、日本の歌手・倖田來未の11作目の配信限定シングル。2020年6月26日に配信された。

## 解説
配信シングルとしては、前作『again』より約8ヶ月ぶりのリリースとなる。

## 楽曲
1. puff [3:23]
作詞：KODA KUMI
作曲：Alyssa Ayaka Ichinose、Carlyle Fernandes、Gionata Caracciolo、MO-NO feat. SARA CRUZ & FLO RIDA、Sofia Ahlang

## 収録アルバム
- 『MY NAME IS...』(ファンクラブ限定盤)
- 『angeL［MY NAME IS...］』
  - 『angeL + monsteR［MY NAME IS...］』
    - 『angeL × monsteR［MY NAME IS...］』(ファンクラブ限定盤)
- 『BEST 〜2000-2020〜』

## 収録ライブ映像
- 『KODA KUMI 20th ANNIVERSARY TOUR 2020 MY NAME IS...』